# 857
857 (DCCCLVII) var ett normalår som började en fredag i den julianska kalendern.

## Händelser

### Okänt datum
- Vikingar gör en räd mot Dorestad.
- Photios blir patriark i Konstantinopel.

## Födda
- Choe Chiwon, koreansk filosof och poet.

## Avlidna
- Ziryab, kurdisk musikolog, astronom, botaniker, kosmetolog och modedesigner.